# Тито Билопавловић
Тито Билопавловић (Нова Градишка, јануара 1940) хрватски је књижевник.

## Биографија
Рођен је 7. јануара 1940. године, у Новој Градишци.
Дипломирао на Правном факултету у Загребу 1977. године. Радио је као уредник у Студентском листу, секретар за културу у Новој Градишци, као секретар Друштва хрватских књижевника]], колумнист недељника Данас, уредник дечјег листа СМИБ, уредник у Школској књизи. Данас води Трибину ДХК-а.
Започео је као песник збиркама Пијеску већ оплаканом (1967), Врт за пријатеље (1969), Егзодус (1971) и Лов на узванике (1974); склон лудичким елементима, урбаној колоквијалности, хуморним детаљима. Касније се посвећује прози, с романом Ciao, слинавци (1977) и новелама Плавуша и атлета (1974), Стид (1980) и Школа за сјећање (1982) у којима се бави ликовима из урбане средине.

### Поезија
Збирке:
- Пијеску већ оплаканом (1967)
- Врт за пријатеље (1969)
- Егзодус (1971)
- Лов на узванике (1974)
- Дворска луда и остала родбина (2000)

### Проза
- Плавуша и атлета (1974)
- Стид (1980)
- Школа за сјећање (1982)
- Рођење Венере (2000)
- Ciao, слинавци (1977)

### Фељтони
Књиге фељтона:
- Судбина у руци (1981)
- Градитељи рушевина (2002)

### Дечја проза
- Кутија за мале и велике играчке (1980)
- Паунаш (1978)
- Филипини иза угла (1988)
- Отмица Лабињанки (1988)
- Опростите, волим вас (1998)
- Читај, господине балавче (2002)

## Награде
Добитник је Бранкове награде, Награде листа Младост и Награде Духовно храшће за збирку песама Пијеску већ оплаканом, Награде Владимир Назор за књигу прича Стид, Награде Григор Витез за књигу прича Паунаш, Награде Мато Ловрак 2003. године за роман Читај, господине балавче, Награде Јосип и Иван Козарац за животно дело.